# گنجایش صندلی

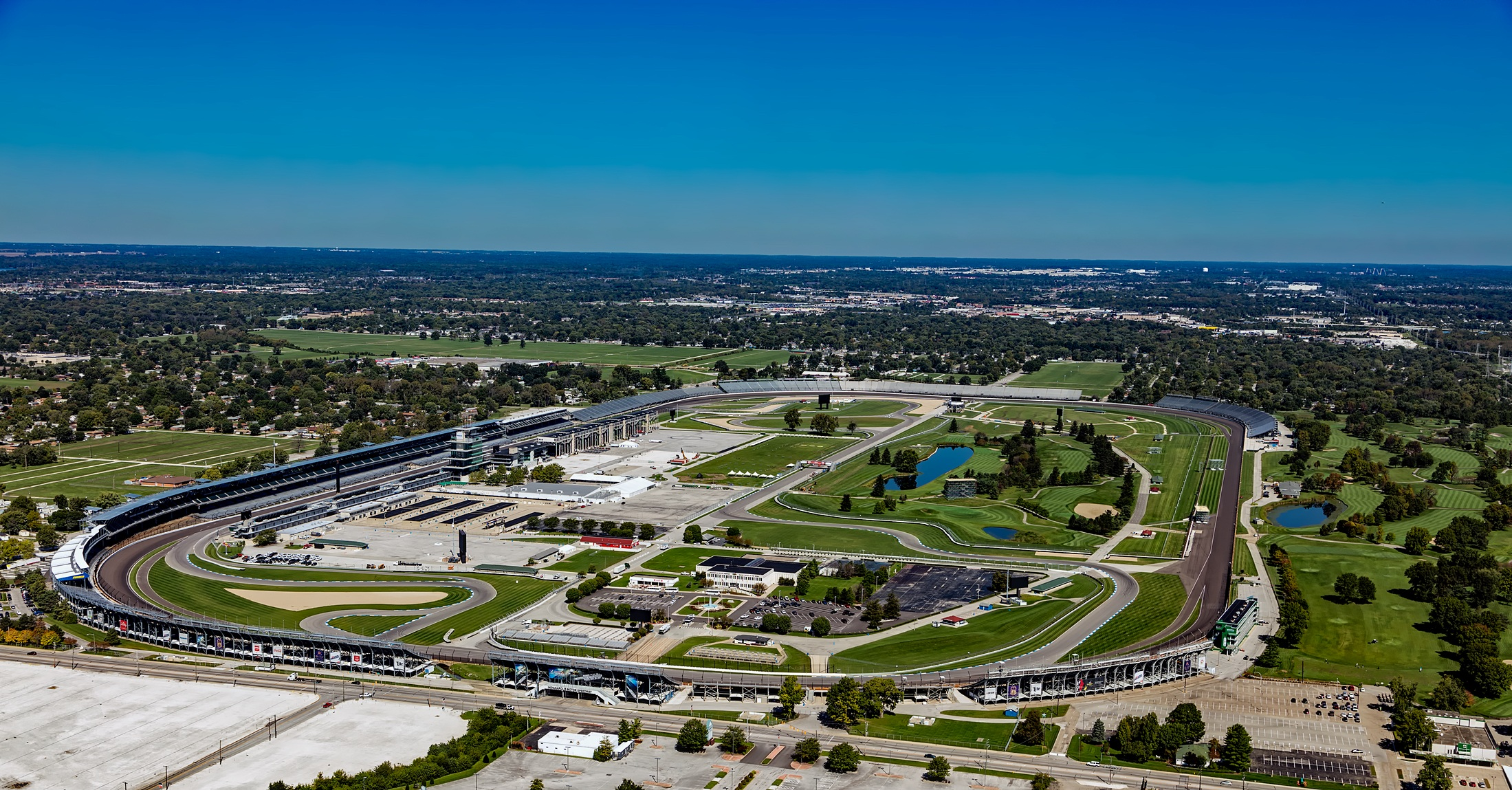
باشگاهی در ایالت اندیانا که بیشترین توانایی برای نگاه داشتن مشارکت کنندگان را دارد.

گنجایش صندلی (انگلیسی: Seating capacity) اصطلاحی است که در برای گنجایش تعداد صندلی در یک مکان به لحاظ قانونی و فیزیکی اشاره می‌شود. بزرگ تزین ورزشگاه واقع در ایندیاناپلیس قابلیت نگاه‌داری بیش از ۲۳۵۰۰۰ نفر را دارد.